# Stichting Nationaal Rampenfonds
De Nederlandse Stichting Nationaal Rampenfonds (NRF) heeft tot doel de materiële noden van particulieren en maatschappelijke organisaties te lenigen die in het Koninkrijk der Nederlanden getroffen zijn door gebeurtenissen die volgens het bestuur als 'nationale ramp' moeten worden ingeschaald. Nadat ten vervolge op de Stormramp van 1925 (cycloon van Borculo) een Nationaal Steuncomité Stormramp in het leven was geroepen, is op basis van de overgebleven gelden op 9 juli 1935  in Den Haag de Stichting Nationaal Rampen Fonds opgericht.

## Maatschappelijke organisaties
Of het bestuur een actie start, hangt mede af van de aard en omvang van de ramp. Anders dan in de begintijd van het NRF neemt de overheid tegenwoordig veelal een grote verantwoordelijkheid bij omvangrijke rampen. Persoonlijke schade wordt dikwijls door verzekeringen gedekt. Het NRF komt tot een passende afbakening van activiteiten, in geval het besluit een actieve rol te spelen. Het fonds verleent hulp via maatschappelijke organisaties. Sinds 2015 verleent het geen directe steun meer aan individuele slachtoffers van rampen.
Het NRF had in het bestuur vertegenwoordigers van 'deelnemende organisaties' opgenomen: Oranje Kruis, Cordaid en de Protestantse Kerk in Nederland. Tot 2019 was ook het Het Nederlandse Rode Kruis een van de deelnemers. Sinds 2021 maken deze organisaties geen deel meer uit van het bestuur, ze kunnen, indien van toepassing, nog wel een beroep op middelen uit het fonds doen.

## Projecten
Het Rampenfonds verleende onder andere hulp na de watersnood van 1953 in Zeeland, de overstroming van Tuindorp Oostzaan in 1960, de aardbeving en overstromingen in Limburg in 1993 en 1995, na de orkanen op de Nederlandse Antillen in 1995, 1998 en 1999 en na de vuurwerkramp in Enschede in 2000. 
Het fonds stelde in november 2017 twee miljoen euro beschikbaar voor wederopbouwprojecten in Sint Maarten, Saba en Sint Eustatius na de verwoestingen die de orkaan Orkaan Irma daar had aangericht. Met dit geld wilde het NRF vooral de sociale samenhang en weerbaarheid op de eilanden herstellen en versterken. Op elk van de drie eilanden werden met steun van het fonds tussen 2017 en 2020 projecten gerealiseerd. Ze besloegen een breed terrein van zorg en welzijn, vorming, rampenvoorbereiding, sport en cultuur.
Naar aanleiding van de overstromingsramp in Limburg begon het fonds op 16 juli 2021 een geldinzamelingsactie via Giro 777 voor hulp aan de getroffenen. Dit leidde in vier weken tot een opbrengst van ruim elf miljoen euro. Het geld werd besteed aan herstelprojecten waarvoor verenigingen, stichtingen en (andere) maatschappelijke organisaties financiële ondersteuning konden aanvragen. Daarnaast kwamen de zwaarst getroffenen in aanmerking komen voor een eenmalige solidariteitsgift van € 1000 uit het fonds. Deze gift werd later verdubbeld naar € 2000. Voor schrijnende gevallen zette het NRF met medewerking van de getroffen Limburgse gemeenten 'lokale fondsen' op.

## Voorzitters
Na de watersnood van 1953 nam prins Bernhard van Lippe-Biesterfeld in 1953 het voorzitterschap van de NRF op zich en speelde als zodanig een rol bij de coördinatie van de hulpverlening. Hij bleef vervolgens aan als voorzitter tot 1990. Van 2012 tot 2024 was oud-staatssecretaris Clémence Ross-van Dorp voorzitter. Sinds april 2024 is dat Kees Zevenbergen.